# Nobuko
Nobuko ist ein weiblicher japanischer Vorname.

## Herkunft und Bedeutung des Namens
Da japanische Namen auch in Kanji geschrieben werden, ist die Bedeutung des Namens äußerst vielseitig und kann sich je nach Schreibweise völlig verändern.

## Bekannte Namensträgerinnen
- Nobuko Fujimura (* 1965), japanische Marathonläuferin
- Nobuko Fukuda (* 1980), japanische Skilangläuferin
- Nobuko Imai (* 1943), japanische Bratschespielern
- Nobuko Jashima, japanische Fußballspielerin
- Nobuko Kondō, japanische Fußballspielerin
- Nobuko Miyamoto (* 1945), japanische Schauspielerin
- Nobuko Takagi (* 1946), japanische Schriftstellerin
- Nobuko Yoshiya (1896–1973), japanische Schriftstellerin